# Bérénice Marlohe
Bérénice Lim Marlohe (Pariz, 19. svibnja 1979.) francuska je filmska i televizijska glumica te model. Najpoznatija je po ulozi Bondove djevojke Sévérine u filmu Skyfall. Otac joj je liječnik kineskog podrijetla iz Kambodže, a majka Francuskinja, po zanimanju učiteljica.

## Izabrana filmografija
- Sreća nikada ne dolazi sama (2012.)
- Skyfall kao Sévérine (2012.)
- 5 do 7 kao Arielle (2014.)

## Vanjske poveznice
- Bérénice Marlohe u internetskoj bazi filmova IMDb-u (engl.)